# Coupe de France de cyclisme sur route 2003
La Coupe de France de cyclisme sur route 2003 est la 12e édition de la Coupe de France de cyclisme sur route.
La victoire finale revient à l'Estonien Jaan Kirsipuu de l'équipe française AG2R Prévoyance. Il est le seul coureur à ce jour à avoir remporté deux éditions, après celle de 1999.
Les épreuves de cette édition, au nombre de 15, sont inchangées par rapport à l'année précédente.

## Résultats
La liste des courses composant la compétition et le podium de chacune d'entre elles sont les suivants :
| 22 fév.  | Tour du Haut-Var                 | Sylvain Chavanel  | Samuel Sánchez   | Andrei Kivilev   |
| 23 fév.  | Classic Haribo                   | Jaan Kirsipuu     | Lars Michaelsen  | Max van Heeswijk |
| 23 mars  | Cholet-Pays de la Loire          | Christophe Mengin | Franck Bouyer    | Laurent Lefèvre  |
| 4 avr.   | Route Adélie de Vitré            | Sébastien Joly    | Henk Vogels      | Laurent Brochard |
| 6 avr.   | Grand Prix de la ville de Rennes | Oleg Grishkine    | Andris Naudužs   | Jeremy Hunt      |
| 17 avr.  | Grand Prix de Denain             | Bert Roesems      | Enrico Poitschke | Thomas Voeckler  |
| 20 avr.  | Tour de Vendée                   | Jaan Kirsipuu     | Carlos Da Cruz   | Jérôme Pineau    |
| 22 avr.  | Paris-Camembert                  | Laurent Brochard  | Carlos Torrent   | Nicolas Vogondy  |
| 1 mai    | Grand Prix de Villers-Cotterêts  | Julian Winn       | Emmanuel Magnien | Jimmy Casper     |
| 4 mai    | Trophée des grimpeurs            | Didier Rous       | Marlon Pérez     | Jérôme Pineau    |
| 31 mai   | À travers le Morbihan            | Nicolas Vogondy   | Sylvain Chavanel | Andy Flickinger  |
| 7 juin   | Classique des Alpes              | Francisco Mancebo | Benoît Salmon    | David Millar     |
| 31 août  | Boucles de l'Aulne               | Walter Bénéteau   | Sandy Casar      | Manu Lhoir       |
| 21 sept. | Grand Prix d'Isbergues           | Jans Koerts       | Franck Renier    | Cédric Vasseur   |
| 2 oct.   | Paris–Bourges                    | Jens Voigt        | Florent Brard    | Nicolas Fritsch  |

## Classements

### Individuel
Le classement général final est le suivant :
| Classement par points | Classement par points | Classement par points | Classement par points  | Classement par points |
| Coureur               | Coureur               | Pays                  | Équipe                 | Points                |
| --------------------- | --------------------- | --------------------- | ---------------------- | --------------------- |
| 1er                   | Jaan Kirsipuu         | Estonie               | AG2R Prévoyance        | 122 pts               |
| 2e                    | Nicolas Vogondy       | France                | Fdjeux.com             | 112 pts               |
| 3e                    | Sylvain Chavanel      | France                | Brioches La Boulangère | 103 pts               |
| 4e                    | Franck Pineau         | France                |                        | 99 pts                |
| 5e                    | Jens Voigt            | Allemagne             | Crédit Agricole        | 92 pts                |
| 6e                    | Patrice Halgand       | France                | Jean Delatour          | 86 pts                |
| 7e                    | Laurent Brochard      | France                | AG2R Prévoyance        | 75 pts                |
| 8e                    | Walter Bénéteau       | France                | Brioches La Boulangère | 70 pts                |
| 9e                    | Sandy Casar           | France                | Fdjeux.com             | 69 pts                |
| 10e                   | Christophe Mengin     | France                | Fdjeux.com             | 64 pts                |

### Par équipe
Le classement général final de la meilleure équipe est le suivant.
| Classement par équipes aux points | Classement par équipes aux points | Classement par équipes aux points | Classement par équipes aux points |
| Équipe                            | Équipe                            | Pays                              | Points                            |
| --------------------------------- | --------------------------------- | --------------------------------- | --------------------------------- |
| 1re                               | Brioches La Boulangère            | France                            | 141 pts                           |
| 2e                                | Fdjeux.com                        | France                            | 135 pts                           |
| 3e                                | Jean Delatour                     | France                            | 114 pts                           |
| 4e                                | AG2R Prévoyance                   | France                            | 89 pts                            |
| 5e                                | Crédit agricole                   | France                            | 73 pts                            |

### Jeunes
| Classement du meilleur jeune | Classement du meilleur jeune | Classement du meilleur jeune | Classement du meilleur jeune | Classement du meilleur jeune |
| Coureur                      | Coureur                      | Pays                         | Équipe                       | Points                       |
| ---------------------------- | ---------------------------- | ---------------------------- | ---------------------------- | ---------------------------- |
| 1er                          | Sylvain Chavanel             | France                       | Brioches La Boulangère       |                              |